# MTA1
 Ассоциированный с метастазами белок MTA1  — белок, кодируемый у человека геном  MTA1 .

## Функция
Этот ген кодирует белок, который был идентифицирован при скрининге генов, экспрессированных в метастатических клетках, в частности, клеточных линиях молочной аденокарциномы. Экспрессия этого гена коррелирует с метастатическим потенциалом по крайней мере, двух типов рака, хотя он также экспрессирован во многих нормальных тканях. Роль, которую он играет в метастазировании, непонятна. Первоначально считалось, что это компонент 70kD комплекса нуклеосомного ремоделирования деацетилазы NuRD , но более вероятно, что это разные компоненты, но очень похожие белки. Эти два белка связаны настолько тесно, что они разделяют одни и те же типы доменов. Эти домены включают два ДНК-связывающих домена, домен димеризации и домен, обычно встречающийся в белках, метилирующих ДНК. Профиль и активность продукта этого гена предполагают участие в регуляции транскрипции, которое может быть достигнуто путём ремоделирования хроматина.

## Взаимодействия
MTA1, как было выявлено, взаимодействует с:
- ESR1,[4][5]
- HDAC1,[4][6]
- HDAC2,[4][6][7]
- MNAT1,[8] и
- MTA2.[6]

MTA1, как также было выявлено, ингибируют SMAD7 на уровне транскрипции.